# 阿米替林
阿米替林（英語：Amitriptyline）以Elavil等商品名於市面銷售，是一種三環類抗憂鬱藥，主要用於治療重度憂鬱症和各種疼痛症候群，如神經性疼痛、纖維肌痛、偏頭痛和緊縮型頭痛。因使用而發生副作用的頻率高，並且顯著，藥物通常被當作此類適應症的二線藥物。
使用後最常見的副作用是口乾、嗜睡、頭暈、便秘和體重增加。罕見但嚴重的副作用有青光眼、肝毒性和心律不整。個體使用阿米替林後，其於血液中的水平會因人而有甚大差異，此藥物會與許多其他藥物發生交互作用，有可能將其副作用加劇。
阿米替林透過口服或是肌肉注射的方式給藥。
阿米替林於1950年代末期由默克公司的科學家發現，並於1961年獲得美國食品藥物管理局（FDA）核准用於醫療用途。它已被列入世界衛生組織基本藥物標準清單之中。市面上有通用名藥物販售。它是美國於2021年排名第107的最常使用處方藥，開立的處方箋數量超過500萬張。

## 醫療用途
阿米替林適用於治療重性憂鬱疾患和神經性疼痛，以及用於預防偏頭痛和慢性緊縮型頭痛。對於6歲以上兒童的夜遺尿，如其他藥物無作用時，可改用阿米替林。

### 憂鬱症
阿米替林於治療憂鬱症有其效果，但因過量服用後的毒性較高，且通常人體對其耐受性較差，因此很少作為一線治療藥物。

### 疼痛
阿米替林可減輕糖尿病周邊神經病變的疼痛症狀，有多種指引推薦將其作為一線或二線治療用藥。對此適應症，它與加巴噴丁或普瑞巴林一樣有效，但個體對其耐受性會較差。

### 頭痛
阿米替林可能對預防成人週期性偏頭痛有效。阿米替林的功效與文拉法辛和托吡酯相似，但比托吡酯會有更高的不良反應。

### 其他適應症
阿米替林可有效治療大腸激躁症，然而因其會產生副作用，僅能在患者使用其他藥物未發生作用時才用此作治療。沒有足夠的證據支持其可用於治療兒童的功能性消化道疾病所引發的腹痛。
在美國，阿米替林通常用作治療兒童注意力不足過動症（ADHD）的輔助藥物，但此做法並無任何證據或是指南支持。

## 禁忌症及應注意事項
使用阿米替林的已知禁忌症是：
- 心肌梗塞病史
- 有心律不整史，特別是有心臟傳導阻滯（英语：Heart block）症狀（不論程度）
- 冠狀動脈疾病
- 紫質症（或稱卟啉症）
- 嚴重肝臟疾病（如肝硬化）
- 未滿六歲
- 個體正在服用單胺氧化酶抑制劑 (MAOIs) ，或在過去14天內曾服用過

患有癲癇、肝功能受損、嗜鉻細胞瘤、尿瀦留、攝護腺肥大、甲狀腺功能亢進症和幽門狹窄的患者應謹慎使用。

## 副作用
最常見的副作用是口乾、嗜睡、頭暈、便秘和體重增加（平均增加1.8公斤），在使用者中的發生率有20%或更多。其他常見的副作用有頭痛問題（弱視、視力模糊）、心跳過速、食慾增加、震顫、疲勞/虛弱/感覺反應變緩和消化不良。
有一較不常見的副作用 - 排尿問題（8.7%）。
阿米替林會增加24歲以下使用者的自殺念頭和行為，且由於這種潛在的副作用而被FDA要求在藥物包裝上加上黑框警告。

## 過量
過量服用發生的症狀（如出現血清素症候群和心臟不良反應）及其治療與其他三環類抗憂鬱藥物（TCA）的過量服用基本上相同。英國國家處方集指出過量服用阿米替林會特別危險，因此不再推薦此藥物和其他TCA作為治療憂鬱症的一線用藥。由於阿米替林有高度血漿蛋白結合特性，過量服用後，無法透過血液透析方式處理。

## 與其他藥物交互作用
由於阿米替林及其活性代謝物 - 去甲替林主要由細胞色素CYP2D6和CYP2C19代謝，因此有抑制這些酵素作用的藥物會與阿米替林表現出藥物代動力學交互作用。根據處方訊息，與CYP2D6抑制劑的較互作用可能會增加阿米替林在血漿中的濃度。然而其他文獻提出的研究結果並不一致。
不建議將阿米替林和二硫龍同時服用，因為可能會導致中毒性譫妄。阿米替林與抗凝劑苯丙香豆素會引起一種不尋常的交互作用，在此期間的凝血酶原時間會發生大幅波動。

## 藥理學

### 藥效學
阿米替林會抑制血清素轉運體 (SERT) 和正腎上腺素轉運體 (NET)。
阿米替林也是5-羥色胺受體5-HT2A受体、5-HT2C、腎上腺素受體α1A、組織胺受體H1和蕈毒鹼型乙醯膽鹼受體M1-M5的有效抑制劑。

### 作用機轉
阿米替林抑制血清素轉運體和正腎上腺素轉運體會干擾神經元對血清素和正腎上腺素的再攝取。由於此類再攝取在終止傳遞活性方面很重要，因此這種作用可能會增強或延長血清素和腎上腺素神經元的活性，而被認為是阿米替林具有抗憂鬱活性的基礎。 

### 藥物動力學
阿米替林很容易被個體消化道吸收（90-95%）。吸收採漸進方式，其於血漿中濃度約於4小時後達到高峰。肝臟的首過效應會造成廣泛代謝，導致平均生物利用度僅約50% (45%-53%)。

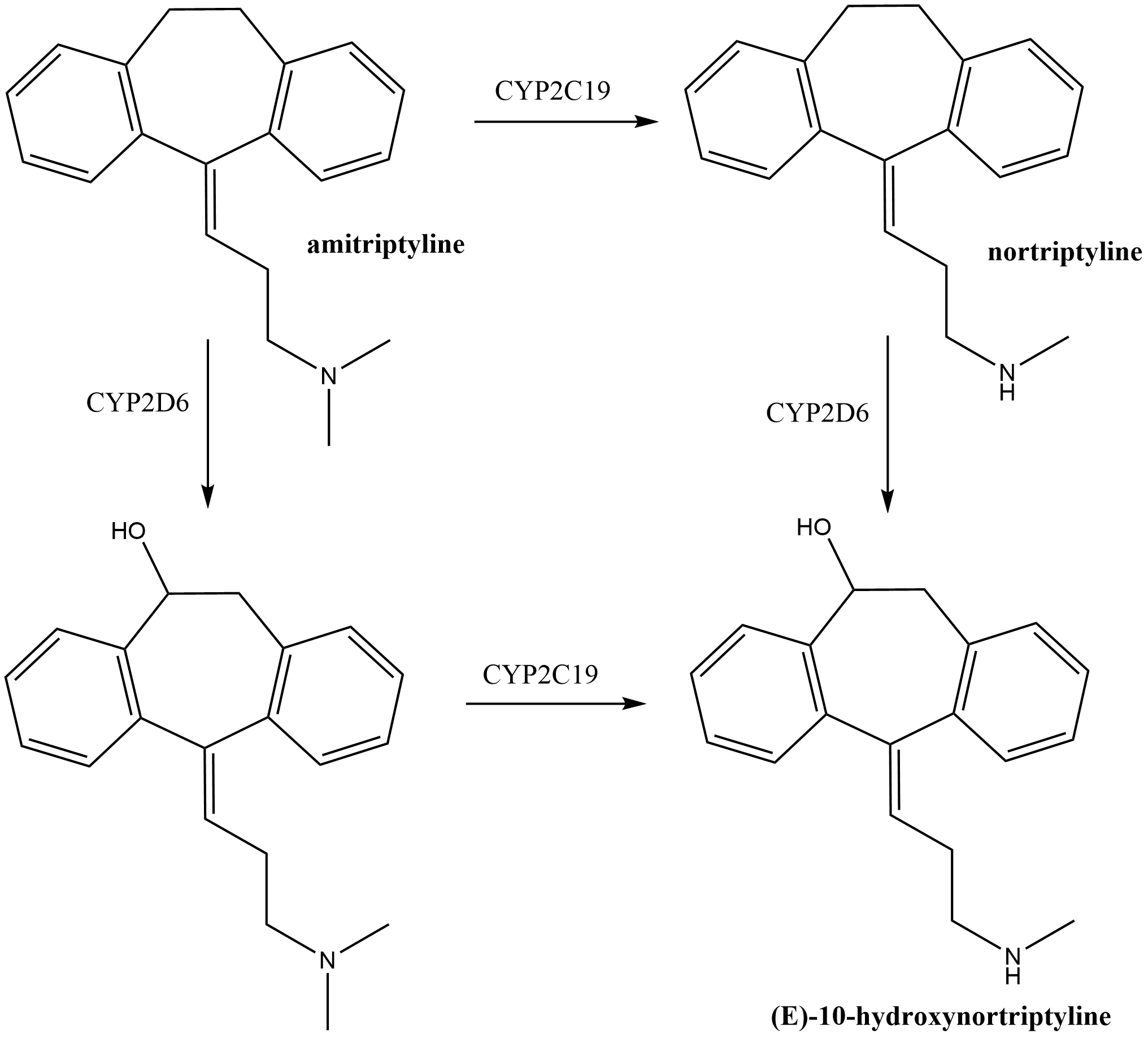
阿米替林經代謝後的主要活性代謝物。

### 藥物基因學
由於阿米替林主要經由CYP2D6和CYP2C19兩種酵素代謝，如果編碼這些酵素的基因發生遺傳變異，代謝會受到影響，導致體內藥物濃度發生變化。阿米替林濃度增加可能會將副作用的風險升高，包括抗膽鹼和神經系統不良反應，而濃度降低可能會降低療效。

## 化學

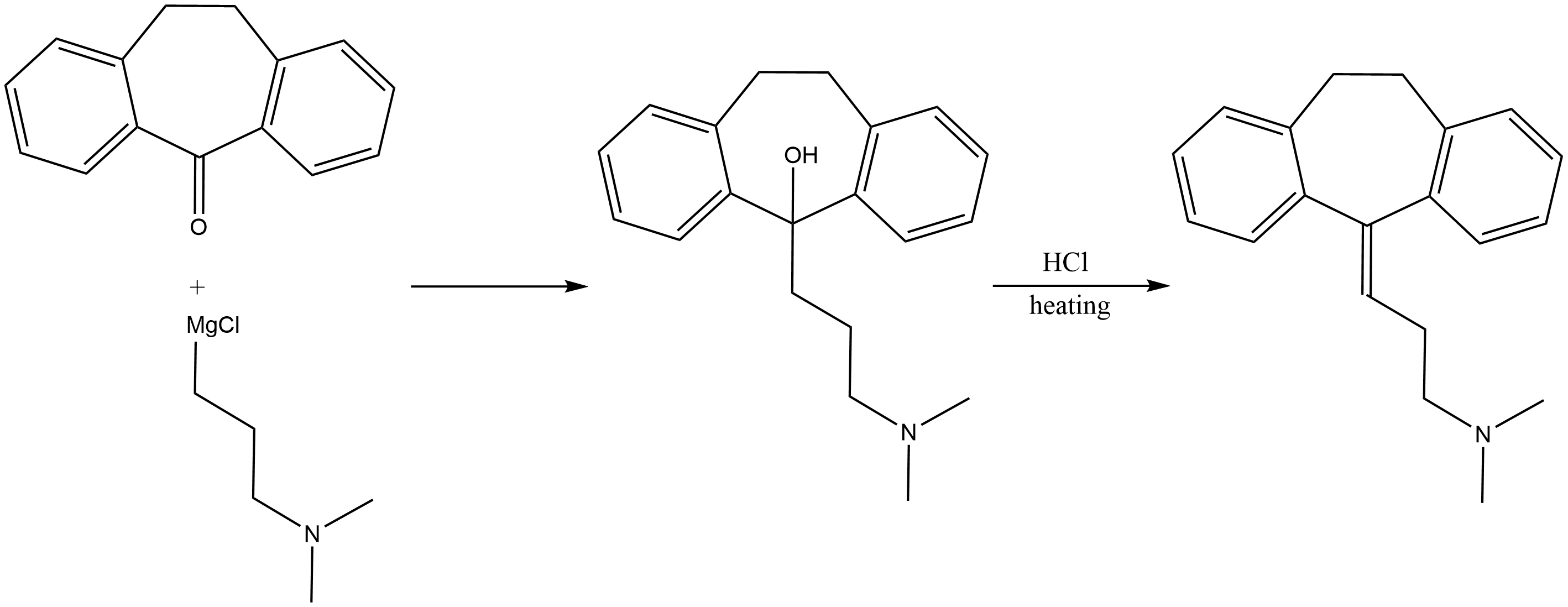
阿米替林化學合成過程。

阿米替林是一種具有高親脂性的分子，辛醇-水分配係數（pH值7.4）為3.0，而遊離鹼的分配係數為4.92。遊離鹼阿米替林在水中的溶解度為14毫克/公升。阿米替林是透過二苯並辛烷與3-(二甲氨基)丙基氯化鎂反應，然後將所得中間產物與鹽酸加熱，除去水分而製備。

## 歷史
阿米替林最早由美國默克藥廠於1950年代末期開發。 默克藥廠於1958年接觸一些臨床研究人員，提議使用阿米替林以進行思覺失調症的臨床試驗。其中一位研究人員艾德·艾德建議使用阿米替林來治療憂鬱症。 艾德針對130名患者進行試驗，並於1960年報告阿米替林具有與另一三環類抗憂鬱藥（當時唯一已知的 - 丙咪嗪）相似的抗憂鬱特性。FDA於1961年批准阿米替林用於治療憂鬱症。
歐洲於1960年代早期獨立開發及販售此藥物。
根據精神藥理學歷史學家大衛·希利的研究，阿米替林後來比其前體丙咪嗪更為暢銷，原因有二，首先是阿米替林具有更強的抗焦慮作用，其次是默克藥廠開展一項行銷活動，提升臨床醫生對憂鬱症的認識。

## 社會與文化

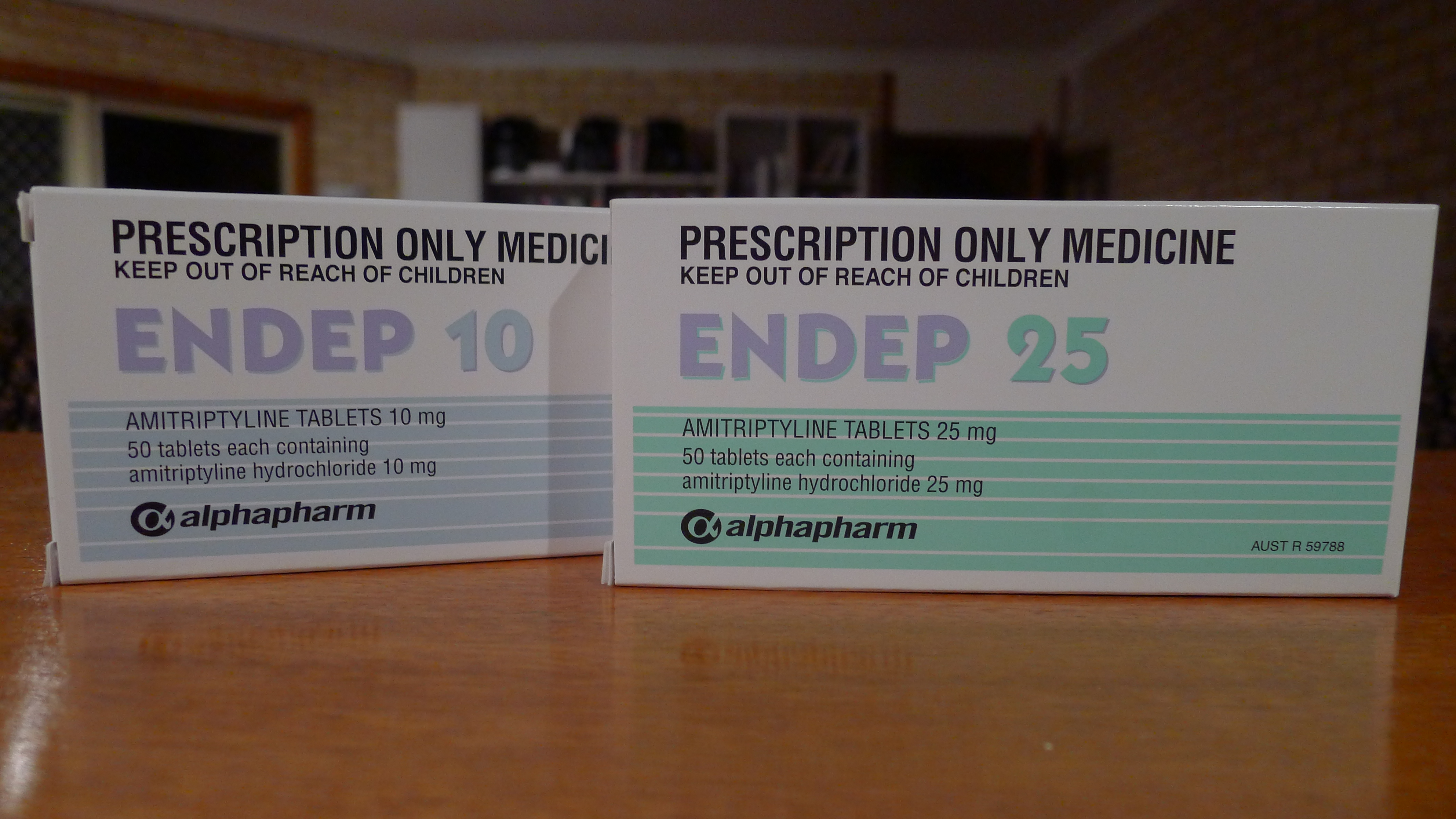
兩盒阿米替林（商品名:Endep，由澳大利亞藥廠Alphapharm製造，供該國當地使用），其中一盒每片劑量為10毫克，另一盒每片劑量為25毫克。

在2021年出品的電影《紐華克聖人》中，阿米替林（商品名Elavil）中以一種用於治療抑鬱症、焦慮症和失眠症的抗抑鬱藥在情節中出現。

### 名稱
此藥物的英文與法文通用名藥物名稱均為Amitriptyline，而國際非專有藥名（INN）、英國認可名稱（BAN）｝及日本認可名稱（JAN）等則為Tooltip。

### 開立處方趨勢
於1998年至2017年之間，阿米替林與丙咪嗪兩者並列為英國5-11歲兒童最常使用的一線抗憂鬱藥物。它也是12至17歲青少年最常使用的抗憂鬱藥物（與氟西汀並列）。

## 研究
對進食障礙患者使用阿米替林以觀察療效，在少數隨機對照試驗所得的結果不佳。

## 延伸閱讀
- Dean L. . Pratt VM, McLeod HL, Rubinstein WS, Scott SA, Dean LC, Kattman BL,  et al  (编). . National Center for Biotechnology Information (NCBI). March 2017  [2024-05-25]. PMID 28520380. （原始内容存档于2020-10-26）.

Template:Tricyclics
C分類:血清素拮抗劑